# Ikaruga (Nara)
Ikaruga (斑鳩町, Ikaruga-chō) é uma cidade no distrito de Ikoma, Nara, no Japão. Desde 31 de dezembro de 2024, a cidade tinha uma população estimada de 28.036 pessoas em 12.292 domicílios e uma densidade populacional de 2.000 pessoas por km2. A área total da cidade é de 1427 km2 Ikaruga é o lar de Hōryū-ji e Hokki-ji, antigos templos budistas inscritos coletivamente como Patrimônio Mundial da UNESCO. Outros templos antigos incluem o Hōrin-ji, também nas proximidades do Hōryū-ji. A cidade foi batizada em homenagem ao palácio do príncipe Shōtoku, Ikaruga-no-Miya (Palácio Imperial de Ikaruga ou Casa Imperial de Ikaruga), cujo terreno ficava no Hōryū-ji.

## Geografia
Topograficamente, Ikaruga é dividida em uma área de floresta montanhosa no norte, uma área montanhosa no centro e uma área plana no sul. A área de floresta montanhosa ao norte é o extremo sul das Colinas Yata, que fazem parte das Montanhas Ikoma, e o Monte Matsuo está localizado lá. O rio Tatsuta corre no lado oeste da cidade, e o rio Tomio corre no lado leste.

### Clima
Ikaruga tem um clima subtropical úmido (Köppen Cfa ) caracterizado por verões quentes e invernos frios, com pouca ou nenhuma neve. A temperatura média anual em Ikaruga é de 14,6 °C. A precipitação média anual é de 1636 mm, sendo setembro o mês mais chuvoso. As temperaturas médias mais altas são em agosto, em torno de 26,7°C. °C, e a mais baixa em janeiro, em torno de 3,1 °C.

### Demografia
De acordo com os dados do censo japonês, a população de Ikaruga é a seguinte:

## História
A área de Ikaruga faz parte da antiga província de Yamato e foi densamente povoada no período Kofun, com muitos túmulos antigos sobrevivendo dentro dos limites da cidade. Foi também um dos primeiros centros do budismo no Japão durante o período Asuka, com vários templos antigos sobrevivendo até os dias atuais. As vilas de Tatsuta, Tomisato e Horyuji foram estabelecidas em 1º de abril de 1889 com a criação do moderno sistema de municipalidades. Tatsuta foi elevada à categoria de cidade em 2 de abril de 1891. Em 11 de fevereiro de 1947, Tatsuta se fundiu com Tomisato e Horyuji para formar a cidade de Ikaruga.

## Atrações locais

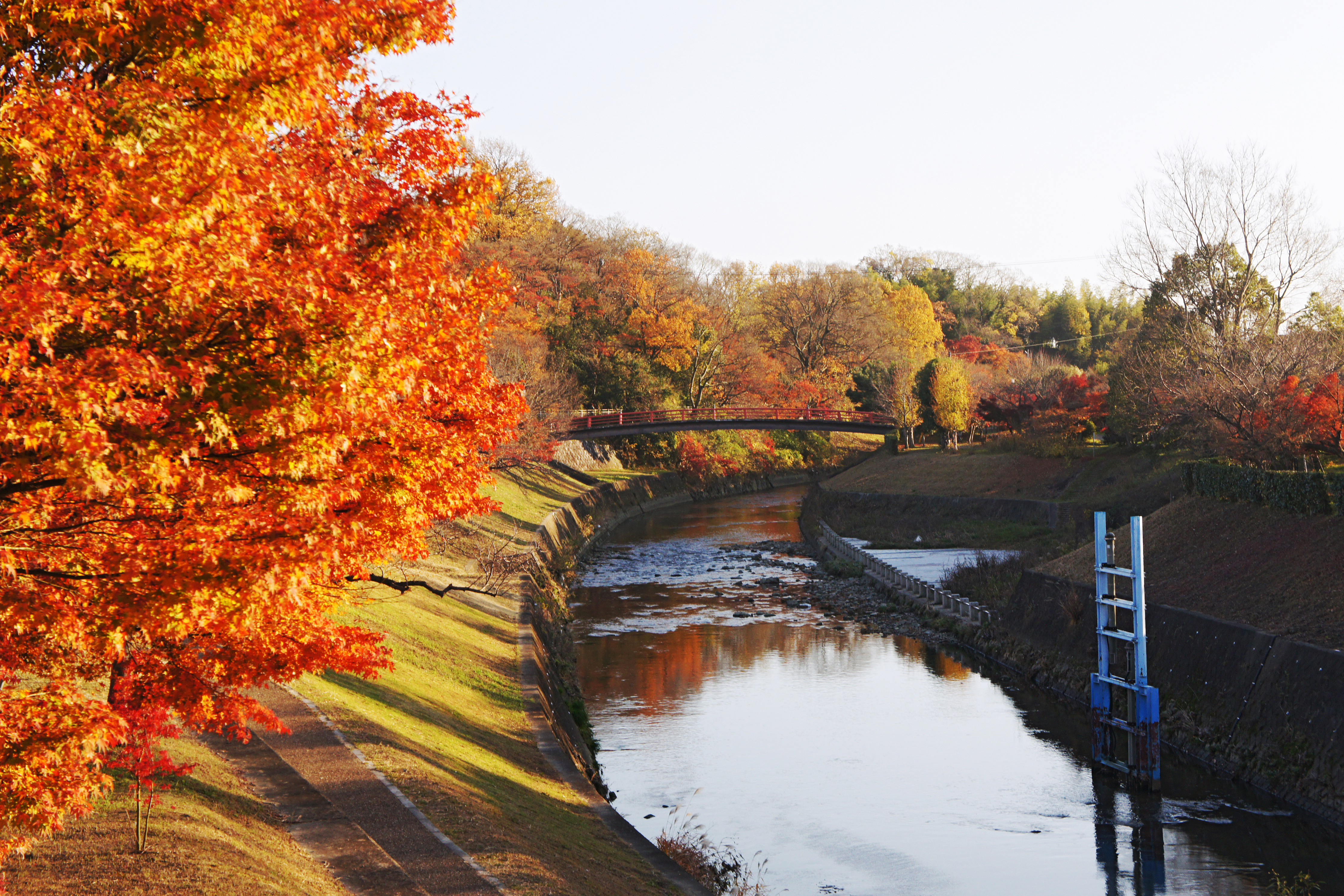
Rio Tatsuta

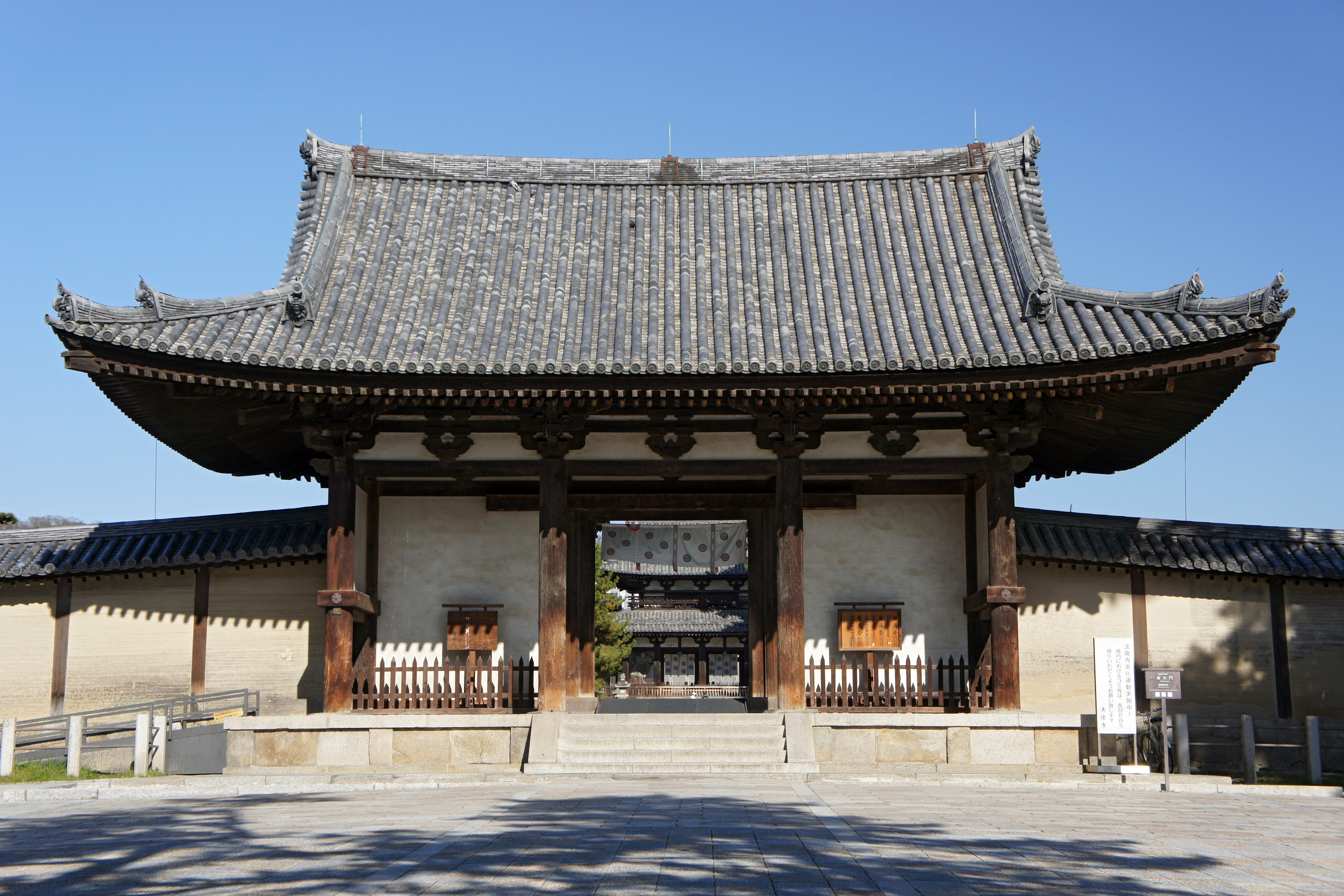
Portão para Horyū-ji em Ikaruga

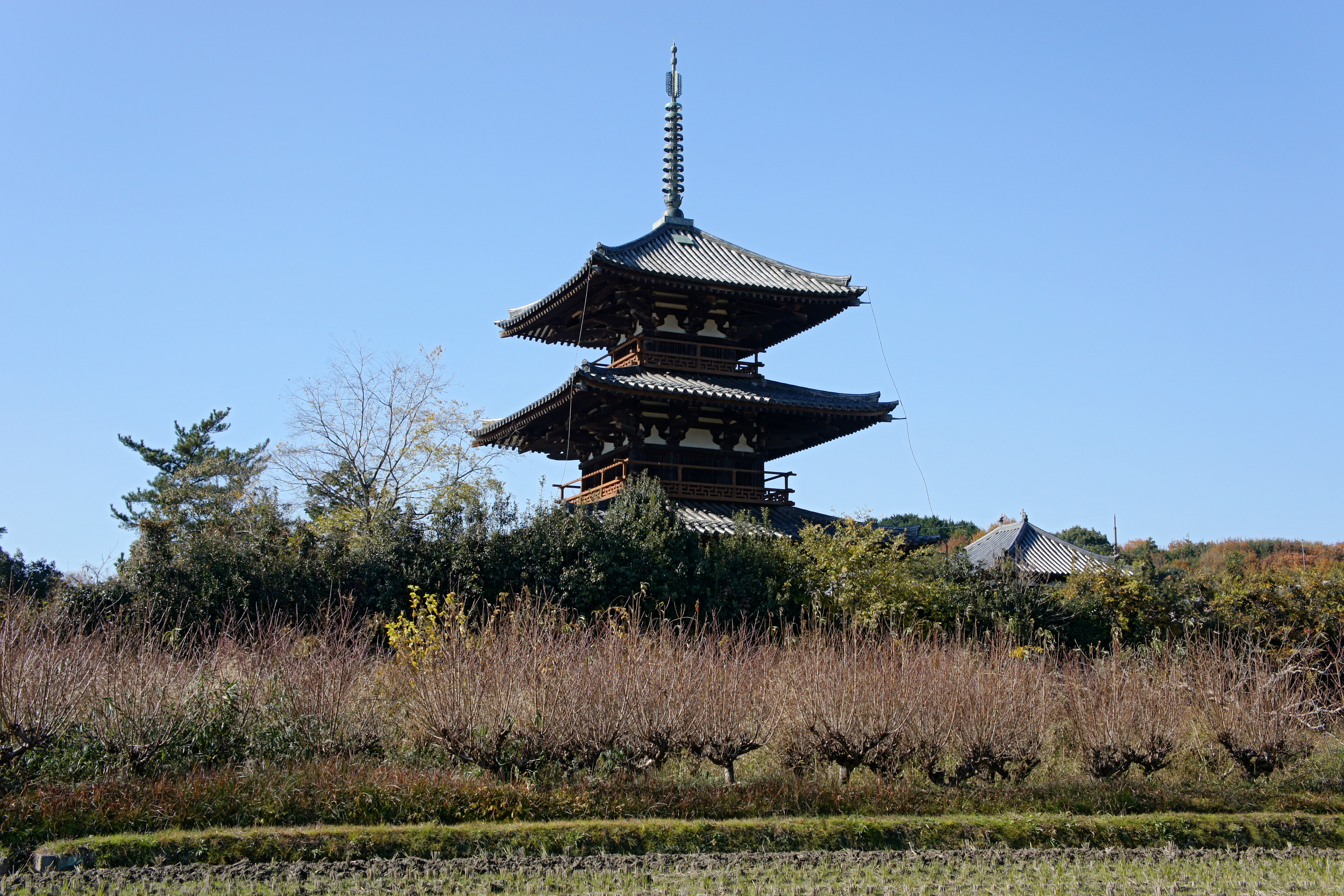
Hokki-ji

## Cidades irmãs
- Ribeirão Pires, Brasil[3]